# یونانیان بیزانس
یونانیان بیزانس مردمانی بودند که در سراسر دوران باستان متاخر و قرون وسطی در روم شرقی سکونت داشته و به زبان یونانی سخن می‌گفتند. آنها که ساکنان اصلی سرزمین‌های امپراتوری بیزانس (امپراتوری روم شرقی)، قسطنطنیه و آسیای صغیر (ترکیه امروزی)، جزایر یونانی، قبرس و بخش‌هایی از جنوب بالکان بودند، اقلیت‌ها یا گروه‌های بزرگی را در مراکز شهری ساحلی شام و شمال مصر تشکیل می‌دادند. این مردمان در طول تاریخ خود را رومی می‌خواندند (به یونانی:Ῥωμαῖοι) اما در تاریخ‌نگاری مدرن از آنها به عنوان «یونانیان بیزانس» یاد می‌شود. گویشوران لاتین آنها را یونانی یا رومی می‌نامند.
ساختار اجتماعی یونانیان بیزانس اغلب توسط پایگاهی روستایی و کشاورزی که متشکل از دهقانان و بخش کوچکی از فقرا بود، حمایت می‌شد. این دهقانان در سه نوع از سکونتگاه‌ها مثل کوریون یا دهکده، آگریدیون یا آبادی‌ها و مزارع و پرواستیون یا املاک زندگی می‌کردند. بسیاری از ناآرامی‌هایی که در زمان امپراتوری بیزانس رخ داد، به جای این پایگاه بزرگ مردمی، به جناح‌های سیاسی درون امپراتوری نسبت داده می‌شد. سربازان یونانی بیزانس ابتدا در میان دهقانان روستایی سربازگیری می‌شدند و به صورت سالانه تحت آموزش قرار می‌گرفتند. با ورود امپراتوری بیزانس به قرن یازدهم، تعداد بیشتری از سربازان ارتش یا افراد مسلح حرفه ای یا مزدور بودند.
تا قرن سیزدهم، آموزش و پرورش در میان جمعیت یونان بیزانس نسبت به غرب، به ویژه در سطح مدارس ابتدایی، پیشرفته‌تر بود که منجر به نرخ باسوادی نسبتاً بالایی شد. موفقیت برای بازرگانان یونانی بیزانسی که از موقعیت بسیار قوی در تجارت بین المللی برخوردار بودند، به راحتی حاصل شد. علی‌رغم چالش‌هایی که بازرگانان ایتالیایی رقیب ایجاد می‌کردند، آن‌ها در نیمه دوم عمر امپراتوری بیزانس صاحب قدرت بودند. روحانیون نیز جایگاه ویژه‌ای داشتند و نه تنها آزادی بیشتری نسبت به همتایان غربی خود داشتند، بلکه در قسطنطنیه پدرسالاری داشتند که معادل پاپ محسوب می‌شد. این موقعیت قدرت در طول زمان ایجاد شده بود، زیرا در آغاز امپراتوری بیزانس، تحت فرمان امپراتور کنستانتین کبیر (حک. 306–337)، تنها بخش کوچکی، حدود 10 درصد از جمعیت مسیحی بودند.
هنگامی که کنستانتین پایتخت خود را به قسطنطنیه منتقل کرد، استفاده از زبان یونانی قبلاً در بخش‌های شرقی امپراتوری روم رواج داشت، اگرچه لاتین زبان مدیریت امپراتوری بود. از زمان سلطنت امپراتور هراکلیوس (حک. 610–641)، یونانی زبان غالب در میان مردم بود و همچنین در مدیریت جایگزین لاتین شد. در ابتدا، امپراتوری بیزانس ویژگی چند قومیتی داشت، اما پس از از دست دادن استان‌های غیریونانی زبان با فتوحات مسلمانان قرن هفتم، یونانیان بیزانس تحت سلطه یونانی‌های بیزانس قرار گرفتند که در قلب امپراتوری بعدی ساکن بودند: قبرس، یونان، ترکیه و سیسیل و بخشهایی از جنوب بلغارستان، کریمه و آلبانی. با گذشت زمان، رابطه بین آنها و غرب، به ویژه با اروپای لاتین، بدتر شد.
روابط بیشتر به دلیل شکاف بین غرب کاتولیک و شرق ارتدکس آسیب دید که منجر به برچسب زدن یونانیان بیزانس به عنوان بدعت گذار در غرب شد. در طول قرون بعدی امپراتوری بیزانس و به ویژه پس از تاجگذاری امپراتوری شاه فرانک ها، شارلمانی (حک. 768–814)، در رم در سال 800، بیزانسی ها توسط اروپاییان غربی به عنوان وارثان امپراتوری روم در نظر گرفته نمی شدند، بلکه بیشتر به عنوان بخشی از پادشاهی یونان شرقی محسوب می شدند.
با افول امپراتوری بیزانس، هویت رومی تا سقوط آن در سال 1453 و پس از آن باقی ماند. عثمانی‌ها نام «روم» (رومی) را به‌طور مشخص برای یونانیان عثمانی و واژه «ملت رومی» را برای تمام جمعیت‌های ارتدوکس شرقی به کار می‌بردند. هویت رومی در طول سال های حکومت عثمانی توسط یونانیان عثمانی و اربابان عثمانی آنها نگهداری می شد و به طور فزاینده ای به یک هویت قومی تبدیل شد که مشخصۀ آن زبان یونانی و پایبندی به مسیحیت ارتدکس بود، پیش درآمدی که هویت قومی یونانی مدرن را شکل داد.